# مونجور (کانزاس)
مونجور (به انگلیسی: Munjor) یک منطقهٔ مسکونی در ایالات متحده آمریکا است که در شهرستان الیس، کانزاس واقع شده‌است. مونجور ۵٫۹۷ کیلومتر مربع مساحت و ۲۱۳ نفر جمعیت دارد و ۵۹۳ متر بالاتر از سطح دریا واقع شده‌است.